# Барачево (Семёнковский сельсовет)
Барачево — деревня в Вологодском районе Вологодской области.
Входит в состав Семёнковского сельского поселения, с точки зрения административно-территориального деления — в Семёнковский сельсовет.
Расстояние по автодороге до районного центра Вологды — 9 км, до центра муниципального образования Семёнково — 1 км. Ближайшие населённые пункты — Пудега, Алексино, Ярыгино, Кожевниково, Красново, Семёнково, Борилово, Никитино, Труфаново.
По переписи 2002 года население — 26 человек (9 мужчин, 17 женщин). Всё население — русские.